# Jan Fares
Hanna Jan Fares, född 6 januari 1948 i Libanon, är en libanesisk-svensk skådespelare.

## Biografi
Jan Fares flyttade till Sverige med sin familj 1987 och bosatte sig i Örebro. Han har medverkat i flera av Josef Fares filmer och spelar huvudrollen i Farsan. För den sistnämnda fick han 2010 motta priset Crystal Apricot för bästa skådespelare vid 1st Malatya International Film Festival i Istanbul, Turkiet.

### Familj
Jan Fares är far till skådespelaren Fares Fares och regissören Josef Fares.

## Filmografi
- 2000 – Jalla! Jalla!
- 2003 – Kopps
- 2007 – Leo
- 2010 – Farsan